# Max médecin malgré lui
 (juillet 2025).
Pour plus de détails, voir Fiche technique et Distribution.
Max médecin malgré lui est un film français de Max Linder, sorti en 1917.

## Fiche technique
- Titre : Max médecin malgré lui
- Réalisation : Max Linder
- Scénario : Max Linder
- Pays d'origine : France
- Format : Noir et blanc - Film muet
- Genre : comédie, court métrage
- Date de sortie : 1917

## Distribution
- Max Linder : Max
- Lilian Greuze